# Chiesa di Sant'Ilario di Brancoli
La chiesa di Sant'Ilario di Brancoli si trova nell'omonima frazione di Lucca, in via per la Pieve 5838.

## Storia e descrizione
La prima menzione del luogo risale all'VIII secolo, mentre la chiesa è citata già nel IX secolo. Le gravi pestilenze del XVI e XVII secolo spopolarono la zona e di conseguenza la parrocchia venne soppressa e unita a Ombreglio di Brancoli. Nel 1788 venne ricreata come parrocchia indipendente e in quell'occasione l'edificio romanico venne ampliato.